# 維塔薩里

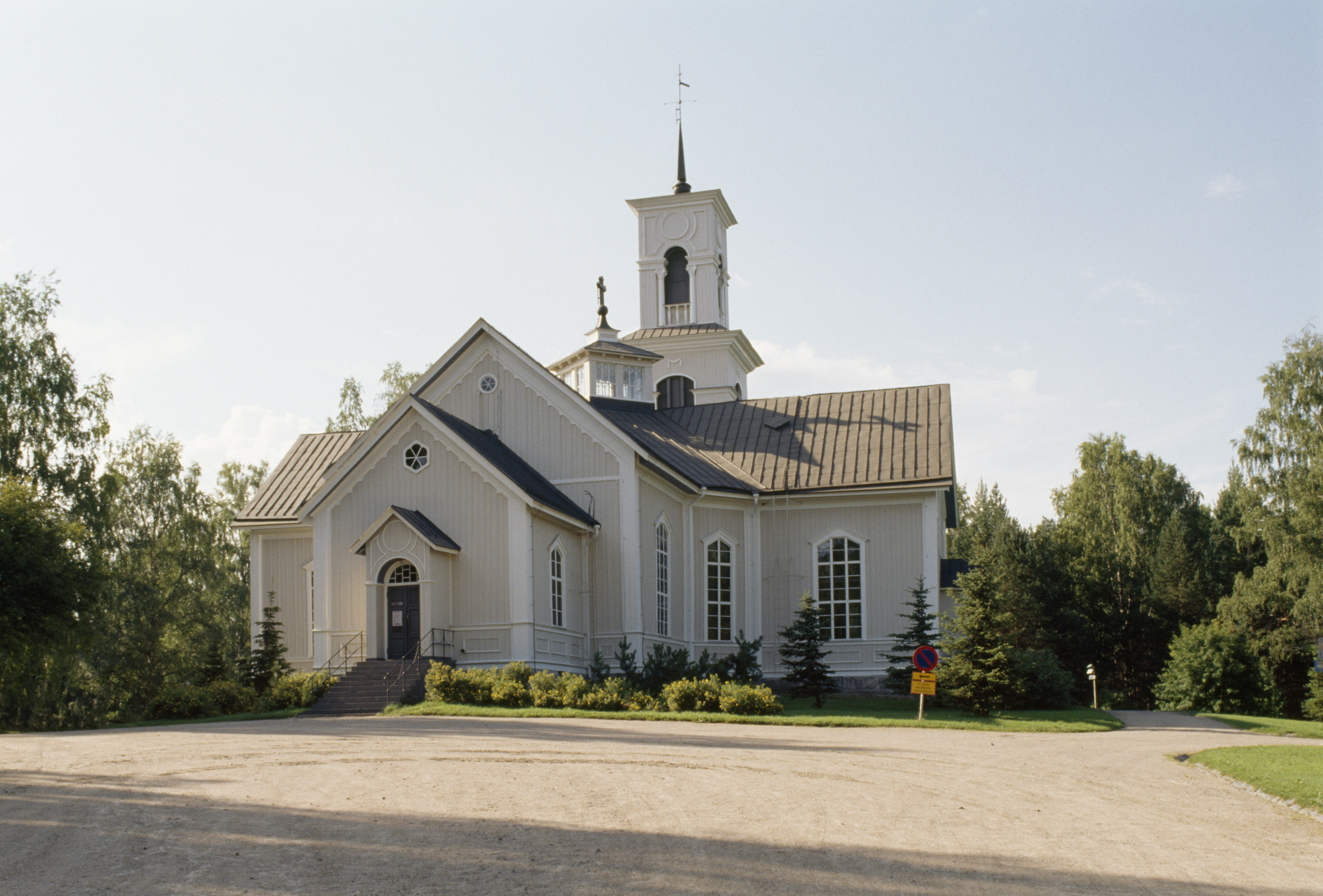
維塔薩里教堂

維塔薩里（芬蘭語：Viitasaari）是芬蘭中芬蘭區的市鎮，位於該國中部，距離于韋斯屈萊98公里，面積1,589.13平方公里，2012年人口7,049，其中約99%居民的母語是芬蘭語。

## 外部連結
- 維塔薩里市官方网站 （页面存档备份，存于） （文）